# Premiul Georg Büchner

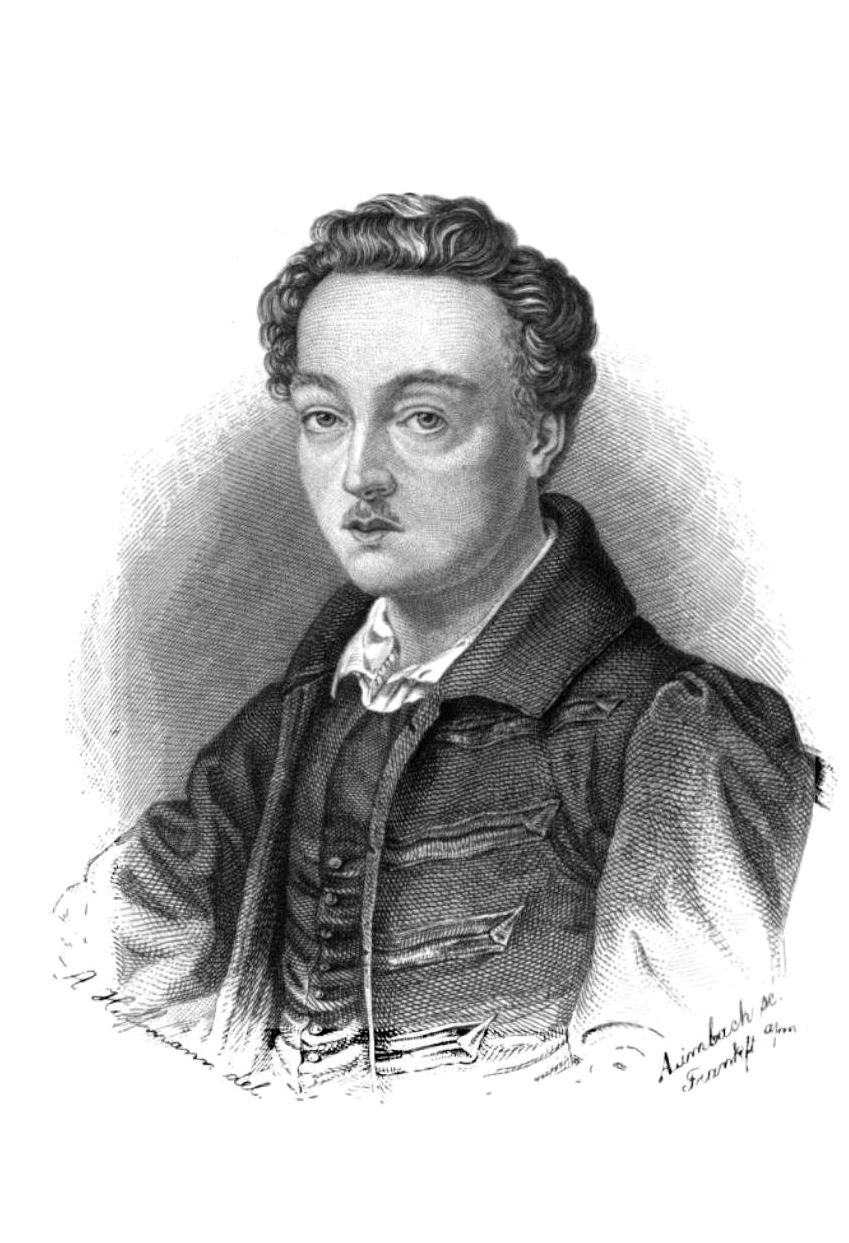
Georg Büchner

Premiul Georg Büchner (germană Georg-Büchner-Preis, numit și Büchnerpreis) este cel mai important premiu literar decernat în Germania. Premiul a fost instituit în anul 1923, în timpul Republicii de la Weimar, în memoria scriitorului Georg Büchner. Inițial, premiul a fost acordat artiștilor de toate genurile (artiști plastici, muzicieni, literați etc.) care erau născuți în Landul Hessen, patria lui Georg Büchner, sau care dovediseră în cursul activității lor că aveau o legatură spirituală cu Landul Hessen.
În 1951 premiul a fost transformat într-un premiu general de literatură care este decernat anual de Academia Germană pentru Limbă și Literatură  (Deutsche Akademie für Sprache und Dichtung). Distincția se acordă autorilor de limbă germană care s-au distins printr-o lucrare literară germană. Ceremonia de decernare și discursul de acceptare al laureatului au loc în orașul Darmstadt din Hessen.
În 1951 premiul fusese de 3.000 DM. În cursul anilor, valoarea lui a fost progresiv mărită. Din anul 2003 valoarea este de 40.000 Euro, din care câte 11.000 Euro reprezintă contribuțiile orașului Darmstadt, Landului Hessen și guvernului federal al Germaniei, iar diferența de 7.000 Euro este acoperită de Academia Germană pentru Limbă și Literatură.

## Laureați ai premiului
- 1923 Adam Karillon (1853–1938) & Arnold Ludwig Mendelssohn (1855–1933; compozitor)
- 1924 Alfred Bock (1859–1932) & Paul Thesing (1882–1954; pictor)
- 1925 Wilhelm Michel (1877–1942) & Rudolf Koch (1876–1934; caligraf)
- 1926 Christian Heinrich Kleukens (1880–1954; tipograf) & Willhelm Petersen (1890–1957; compozitor)
- 1927 Kasimir Edschmid (1890–1966) & Johannes Bischoff (solist de cameră)
- 1928 Richard Hoelscher(1867–1943; pictor) & Well Habicht (sculptor)
- 1929 Carl Zuckmayer (1896–1977) & Adam Antes (sculptor)
- 1930 Nikolaus Schwarzkopf (1884–1962) & Johannes Lippmann (pictor)
- 1931 Alexander Posch (pictor) & Hans Simon (compozitor)
- 1932 Albert H. Rausch (pseudonim: Henry Benrath; 1882–1949) & Adolf Bode (pictor)
- 1933–1944 nedecernat
- 1945 Hans Schiebelhuth (1895–1944)
- 1946 Fritz Usinger (1895–1982)
- 1947 Anna Seghers (1900–1983)
- 1948 Hermann Heiß (pseudonim: Georg Frauenfelder; 1897–1966; compozitor)
- 1949 Carl Gunschmann (pictor)
- 1950 Elisabeth Langgässer (1899–1950)

## Laureați ai premiului literar
- 1951 Gottfried Benn (1886–1956)
- 1952 nedecernat
- 1953 Ernst Kreuder (1903–1972)
- 1954 Martin Kessel (1901–1990)

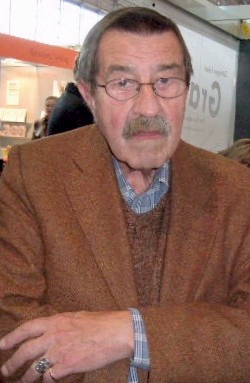
Günter Grass, Laureat 1965

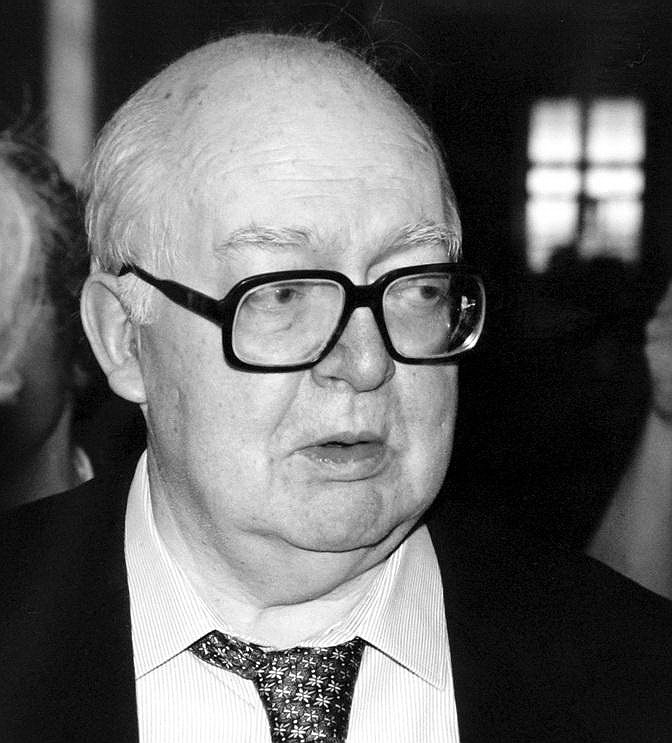
Friedrich Dürrenmatt, Laureat 1986

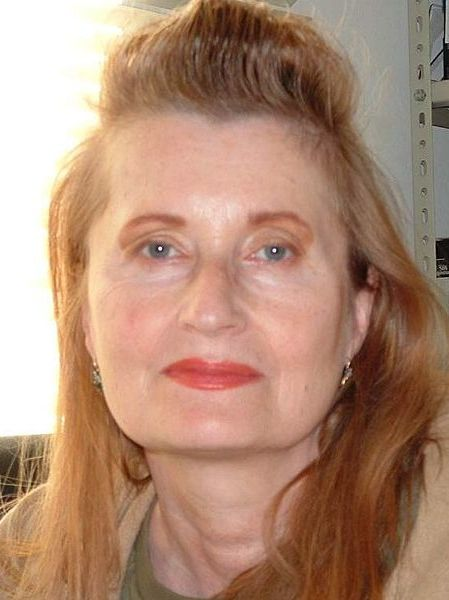
Elfriede Jelinek, Laureat 1998

Oskar Pastior, Laureat 2006

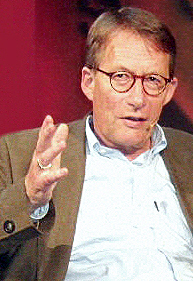
F. C. Delius, Laureat 2011

- 1955 Marie Luise Kaschnitz (1901–1974)
- 1956 Karl Krolow (1915–1999)
- 1957 Erich Kästner (1899–1974)
- 1958 Max Frisch (1911–1991)
- 1959 Günter Eich (1907–1972)
- 1960 Paul Celan (1920–1970)
- 1961 Hans Erich Nossack (1901–1977)
- 1962 Wolfgang Koeppen (1906–1996)
- 1963 Hans Magnus Enzensberger (n. 1929)
- 1964 Ingeborg Bachmann (1926–1973)
- 1965 Günter Grass (1927-2015)
- 1966 Wolfgang Hildesheimer (1916–1991)
- 1967 Heinrich Böll (1917–1985)
- 1968 Golo Mann (1909–1994)
- 1969 Helmut Heißenbüttel (1921–1996)
- 1970 Thomas Bernhard (1931–1989)
- 1971 Uwe Johnson (1934–1984)
- 1972 Elias Canetti (1905–1994)
- 1973 Peter Handke (n. 1942) (suma premiului a fost returantă în 1999)
- 1974 Hermann Kesten (1900–1996)
- 1975 Manès Sperber (1905–1984)
- 1976 Heinz Piontek (1925-2003)
- 1977 Reiner Kunze (n. 1933)
- 1978 Hermann Lenz (1913–1998)
- 1979 Ernst Meister (1911–1979)
- 1980 Christa Wolf (1929-2011)
- 1981 Martin Walser (1927-2023)
- 1982 Peter Weiss (1916–1982)
- 1983 Wolfdietrich Schnurre (1920–1989)
- 1984 Ernst Jandl (1925-2000)
- 1985 Heiner Müller (1929–1995)
- 1986 Friedrich Dürrenmatt (1921–1990)
- 1987 Erich Fried (1921–1988)
- 1988 Albert Drach (1902–1995)
- 1989 Botho Strauß (n. 1944)
- 1990 Tankred Dorst (1925-2017)
- 1991 Wolf Biermann (n. 1935)
- 1992 George Tabori (1914-2007)
- 1993 Peter Rühmkorf (1929-2008)
- 1994 Adolf Muschg (n. 1934)
- 1995 Durs Grünbein (n. 1962)
- 1996 Sarah Kirsch (1935-2013)
- 1997 H.C. Artmann (1921-2000)
- 1998 Elfriede Jelinek (n. 1946)
- 1999 Arnold Stadler (n. 1954)
- 2000 Volker Braun (n. 1939)
- 2001 Friederike Mayröcker (1924-2021)
- 2002 Wolfgang Hilbig (1941-2007)
- 2003 Alexander Kluge (n. 1932)
- 2004 Wilhelm Genazino (1943-2018)
- 2005 Brigitte Kronauer (1940-2019)
- 2006 Oskar Pastior (1927-2006)
- 2007 Martin Mosebach (n. 1951)
- 2008 Josef Winkler (n. 1953)
- 2009 Walter Kappacher (1938-2024)
- 2010 Reinhard Jirgl (n. 1953)
- 2011 Friedrich Christian Delius (1943-2022)
- 2012 Felicitas Hoppe (n. 1960)
- 2013 Sibylle Lewitscharoff (n. 1954)
- 2014 Jürgen Becker (1932-2024)
- 2015 Rainald Goetz (n. 1954)
- 2016 Marcel Beyer (n. 1965)
- 2017 Jan Wagner (n. 1971)
- 2018 Terézia Mora (n. 1971)
- 2019 Lukas Bärfuss (n. 1971)
- 2020 Elke Erb (1938-2024)
- 2021 Clemens J. Setz (n. 1982)
- 2022 Emine Sevgi Özdamar (n. 1946)
- 2023 Lutz Seiler (n. 1963)
- 2024 Oswald Egger (n. 1963)
- 2025 Ursula Krechel (n. 1947)